# Taufaʻahau Tupou IV
Taufaʻahau Tupou IV, né le 4 juillet 1918 à Nukuʻalofa (Tonga) et mort le 10 septembre 2006 à Auckland (Nouvelle-Zélande), est roi des Tonga de 1965 à sa mort. Il est le père des rois George Tupou V et Tupou VI.

## Biographie

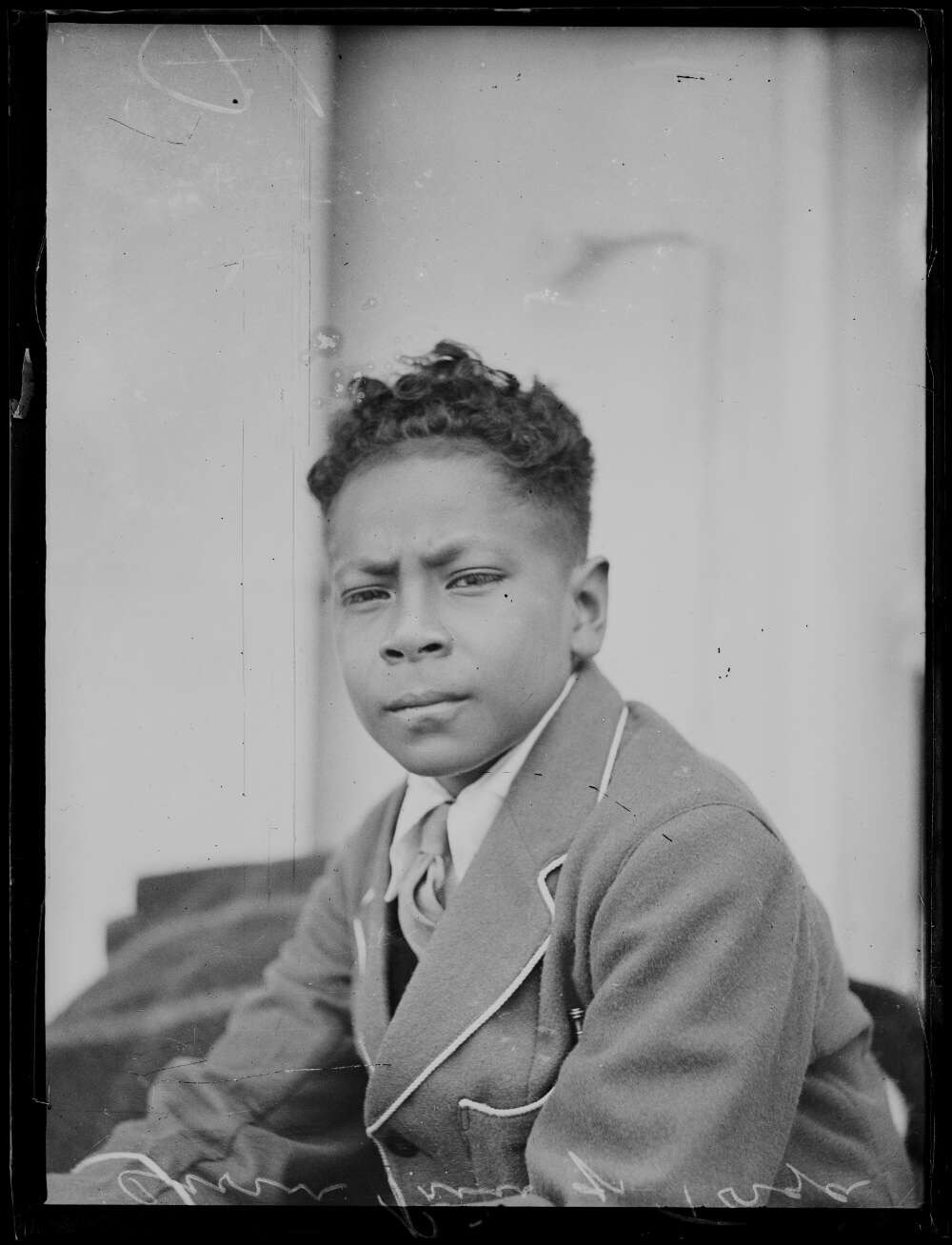
Le prince héritier en 1928.

Il étudie le droit en Australie. Le système politique des Tonga étant essentiellement aristocratique, il possède une grande autorité politique. Au terme de ses quarante ans de règne, des scandales politiques ont fragilisé son pouvoir et une démocratisation du système en place est de plus en plus souhaitée par la population,.
Il est décrit comme le seul chef d'État polynésien à ne pas critiquer les essais nucléaires français menés à Moruroa, en Polynésie française. Dans ce cadre, il est invité deux fois par Gaston Flosse à visiter l'atoll, en 1985 et en 1987, au cours desquelles il déclare : « Je ne serai ni le défenseur ni l'accusateur de la France ... J'ai vu vivre un grand nombre de personnes, y compris des Polynésiens. J'ai vu des piroguiers à l'entraînement sur le lagon et j'ai constaté qu'il n'y avait pas de crevasses dans le sol ».
Taufaʻahau Tupou IV est détenteur du titre de monarque le plus lourd du monde avec un poids de 209,5 kg.
Il meurt le 10 septembre 2006 des suites d'une longue maladie dans un hôpital d'Auckland, en Nouvelle-Zélande. Son fils aîné lui succède sous le nom de George Tupou V.
Le 10 juin 1947, il épouse Halaevalu Mataʻaho ʻAhomeʻe (née le 26 mai 1926 † morte le 19 février 2017), fille de l'honorable Tevita Manu-’o-pangai, ‘Ahome’e, ministre de la Police et gouverneur de Vavaʻu et de Haʻapai, et de son épouse, Heuʻifanga Veikune, arrière-petite-fille d'un Tuʻi Tonga. Elle est également l'arrière-arrière-petite-fille du chef fidjien Enele Maʻafu.
 Le couple a eu quatre enfants, princes et princesse avec prédicat d'altesse royale :
1. le prince Siaosi Tāufaʻahau Manumataongo Tukuʻaho Tupou (1948-2012), connu par son titre coutumier de Tupouto'a (Dauphin) depuis que son père ne le portait plus (1966-2006), roi des Tonga sous le nom de George Tupou V de 2006 à 2012.
2. la princesse Salote Mafileʻo Pilolevu Tukuʻaho, princesse royale (née en 1951)
3. le prince Fatafehi ʻAlaivahamamaʻo Tukuʻaho (1954-2004), a été déchu de son titre princier en 1980 pour avoir épousé une roturière[7],[8]. Il est cependant rétabli plus tard dans la famille royale avec le titre héréditaire de lord Māʻatu, mais sans ses droits de succession au trône.
4. le prince ʻAhoʻeitu ʻUnuakiʻotonga Tukuʻaho (né en 1959), plus connu par ses titres coutumiers (dans n'importe quel ordre), Lavaka Ata ʻUlukālala puis Tupoutoʻa Lavaka. Il est l'ancien Premier ministre et actuel roi des Tonga sous le nom de Tupou VI, depuis le décès de son frère aîné George Tupou V en mars 2012.

## Distinctions
- Chevalier grand-croix de l'ordre de Saint-Michel et Saint-Georges (GCMG)
- Chevalier grand-croix de l'ordre royal de Victoria (GCVO)
- Chevalier commandeur de ordre de l'Empire britannique (KBE)
- Grand-croix de l'ordre de Tahiti Nui
- Chevalier du Très vénérable ordre de Saint-Jean (KStJ)